# Vật lý toán học

Các giải pháp của phương trình Schrödinger trong cơ học lượng tử cho Dao động tử điều hòa, cùng với các biên độ bên phải. Đây là một ví dụ của toán lý.

Vật lý toán học (hay gọi tắt vật lý toán, toán lý) là sự phát triển các phương thức toán học để ứng dụng giải quyết các vấn đề trong vật lý học. Tạp chí Toán lý định nghĩa đây là lĩnh vực: "ứng dụng toán học với các vấn đề vật lý và sự phát triển các phương thức toán học thích hợp cho các ứng dụng đó và cho các phương trình vật lý lý thuyết".

## Quy mô
Có một vài nhánh phân biệt của vật lý toán học, và những nhánh này tương ứng với các giai đoạn thời gian cụ thể.

### Phương trình vi phân
{\displaystyle {\frac {d^{2}}{dt^{2}}}f(t)=-\omega f(t)}
{\displaystyle f(t)=Sin\omega t}
{\displaystyle \omega ={\sqrt {\frac {1}{T}}}}
{\displaystyle {\frac {d}{dt}}f(t)=-{\frac {1}{T}}f(t)}
{\displaystyle f(t)=Ae^{-{\frac {1}{T}}t}}

### Lý thuyết lượng tử
{\displaystyle v=C=\lambda f}
{\displaystyle E=pC=p\lambda f=hf}
{\displaystyle h=p\lambda }
{\displaystyle \lambda ={\frac {h}{p}}}
{\displaystyle p\lambda =h}
{\displaystyle E\lambda =hC}